# Open All Night (альбом Марка Алмонда)
Open All Night — десятый сольный студийный альбом британского певца и автора песен Марка Алмонда, выпущенный на лейбле Blue Star Music в марте 1999 года.
После коммерческого провала своего альбома Fantastic Star Алмонд выпустил Open All Night на своем недавно основанном лейбле Blue Star Music. В альбоме представлены совместные работы с Сьюзи Сью и Баджи из группы The Creatures над треком «Threat of Love» и с Келли Али, которая в то время была ведущей вокалисткой группы Sneaker Pimps, над треком «Almost Diamonds». «Tragedy», «Black Kiss» и «My Love» были выпущены как синглы, но ни они, ни сам альбом не попали в чарты.
Американский релиз альбома сопровождался бонус-треком «Beautiful Losers».
New Musical Express описывает песни в Open All Night как населяющие «пейзаж, в котором встречаются Жак Брель и Джон Барри» с «полночной грустной меланхолией». В обзоре Hot Press описывается «пышный декаданс и трагический распад» в альбоме Кейт Фиппс в своем обзоре для The A.V. Club утверждает, что «песни Алмонда на этом альбоме имеют жутковатый и мрачный оттенок»..
В ходе мирового тура в поддержку альбома Марк посетил с концертами Россию — были посещены Москва, Калининград и Санкт-Петербург.
| Оценки критиков               | Оценки критиков |
| Источник                      | Оценка          |
| ----------------------------- | --------------- |
| NME                           | [ 10 ]          |
| Hot Press                     | [ 11 ]          |
| Encyclopedia of Popular Music | [ 12 ]          |
| Release Magazine              | 8/10            |

## Список композиций
| No. | Название                                                         | Автор(ы)                           | Длительность |
| --- | ---------------------------------------------------------------- | ---------------------------------- | ------------ |
| 1.  | «Night & Dark»                                                   | Марк Алмонд, Нил Уитмор            | 6:10         |
| 2.  | «Bedroom Shrine»                                                 | Марк Алмонд, Оскар Пауль           | 4:32         |
| 3.  | «Tragedy (Take a Look and See)»                                  | Марк Алмонд, Нил Уитмор            | 5:01         |
| 4.  | «Black Kiss»                                                     | Марк Алмонд, Нил Уитмор            | 3:35         |
| 5.  | «Almost Diamonds» (с Келли Али)                                  | Марк Алмонд, Нил Уитмор, Келли Али | 5:16         |
| 6.  | «Scarlet Bedroom»                                                | Марк Алмонд, Джон Грин             | 3:06         |
| 7.  | «My Love»                                                        | Марк Алмонд, Нил Уитмор            | 3:45         |
| 8.  | «Heart in Velvet»                                                | Марк Алмонд, Нил Уитмор            | 4:14         |
| 9.  | «Open All Night»                                                 | Марк Алмонд, Нил Уитмор            | 5:20         |
| 10. | «Threat of Love» (с участием Сьюзи Сью и Баджи из The Creatures) | Марк Алмонд, Нил Уитмор            | 4:41         |
| 11. | «Bad People Kiss»                                                | Марк Алмонд, Дуглас                | 3:34         |
| 12. | «Sleepwalker»                                                    | Марк Алмонд, Нил Уитмор            | 4:19         |
| 13. | «Midnight Soul»                                                  | Марк Алмонд                        | 3:51         |
|     | Бонус-трек (на американском издании):                            |                                    |              |
| 1.  | «Beautiful Losers»                                               | Марк Алмонд                        | 4:57         |

## Участники записи
- Марк Алмонд — вокал и вокальные аранжировки
- Нил Икс — гитара, эффекты, дополнительное программирование и ассистент производства
- Глен Скотт — орган Hammond, Wurlitzer, фортепиано и клавишные
- Джон Грин — дополнительные клавишные, струнные клавишные, подготовка к производству и демо-программирование
- Рик Мэй — бас и контрабас
- Билл Мискиммин — губная гармошка
- Оливер Лэнгфорд — скрипка
- Владимир Асриев — скрипка
- Игорь Уткин — аккордеон
- Эллиот Дуглас — фортепиано
- Энрике да Силва — голос макумбы
- Хорхе Батиста — конги, бонго, бразильская перкуссия и песнопения Ориша
- Эстеве Дасильва — бразильская перкуссия
- Хоссам Рамзи — египетская перкуссия
- Тим Сандерс — тенор-саксофон
- Родди Лоример — труба
- Саймон Кларк — альт-саксофон
- Ребекка С. Доу — струнная аранжировка
- Оливер Краус — виолончель
- Люси Уилкинс — скрипка
- Софи Сирота — альт
- Энн-Мари Гилкс — бэк-вокал
- Анджела Морель — бэк-вокал
- М. Стюарт — бэк-вокал
- Ричард Уэйлер — бэк-вокал